# Ksar Ibzazn
Ksar Ibzazn (en arabe : قصر إبزازن) est un village fortifié dans la province de Midelt, région de Draa-Tafilalet au Maroc .